# Smicropus
Smicropus is een geslacht van vlinders van de familie spanners (Geometridae), uit de onderfamilie Sterrhinae.

## Soorten
- S. bogotensis Dognin, 1917
- S. elegans Druce, 1885
- S. eucyrta Prout, 1938
- S. intercepta Walker, 1854
- S. laeta Walker, 1864
- S. longalis Hübner, 1818
- S. mamillifera Warren, 1900
- S. marginata Dognin, 1903
- S. ochra Druce, 1899
- S. simplex Felder, 1874